# Chrysotrichia
Chrysotrichia is een geslacht van schietmotten uit de familie Hydroptilidae.

## Soorten
Deze lijst van 58 stuks is mogelijk niet compleet.
- C. angkup A Wells & J Huisman, 1993
- C. aningalan A Wells & W Mey, 2002
- C. aranuwa F Schmid, 1958
- C. arapela A Wells, 1990
- C. armiger W Mey, 2003
- C. atugan A Wells & W Mey, 2002
- C. australis A Wells, 1990
- C. badhami F Schmid, 1960
- C. barbalis W Mey, 2003
- C. berduri A Wells, 1990
- C. bintik A Wells & J Huisman, 1993
- C. coodei A Wells & J Huisman, 1993
- C. choliona J Olah, 1989
- C. distorta A Wells & W Mey, 2002
- C. dotalugola F Schmid, 1958
- C. elongata A Wells & H Malicky, 1997
- C. gajah A Wells & J Huisman, 1993
- C. ganjil A Wells & J Huisman, 1993
- C. hapitigola F Schmid, 1958
- C. hatnagola F Schmid, 1958
- C. hermani A Wells & J Huisman, 1993
- C. hutapadangensis A Wells & H Malicky, 1997
- C. iomora A Wells, 1990
- C. likliklang A Wells, 1990
- C. limacabanga A Wells, 1990
- C. maratya A Wells & H Malicky, 1997
- C. matakail A Wells & J Huisman, 1993
- C. menara A Wells & J Huisman, 1993
- C. monga J Olah, 1989
- C. pallu H Malicky & T Prommi, 2009
- C. panayana A Wells & W Mey, 2002
- C. paruparu A Wells & J Huisman, 1993
- C. phaiaka H Malicky & P Chantaramongkol, 2007
- C. piring A Wells, 1993
- C. pisau A Wells & J Huisman, 1993
- C. poecilostola W Mey, 1998
- C. porsawan P Chantaramongkol & H Malicky, 1986
- C. pulmonaria (YG Xue & LF Yang, 1990)
- C. quirinus H Malicky & P Chantaramongkol, 2007
- C. simplex A Wells & W Mey, 2002
- C. sinuosa W Mey, 2003
- C. siriya P Chantaramongkol & H Malicky, 1986
- C. skamandros H Malicky & P Chantaramongkol, 2007
- C. sparta H Malicky & P Chantaramongkol, 2007
- C. sukamade A Wells & H Malicky, 1997
- C. syrinx H Malicky, 2008
- C. tabonensis W Mey, 1998
- C. tajam A Wells & J Huisman, 1993
- C. talthybios H Malicky & P Chantaramongkol, 2007
- C. tanduk A Wells & J Huisman, 1993
- C. terpisaduri A Wells, 1993
- C. tigacabanga A Wells, 1990
- C. trifida W Mey, 1998
- C. trisula A Wells, 1993
- C. tydeus H Malicky & P Chantaramongkol, 2007
- C. vulcanus H Malicky & P Chantaramongkol, 2007
- C. watuwila A Wells & J Huisman, 2001
- C. zoroastres H Malicky & P Chantaramongkol, 2007